# Frank Liivak
Frank Liivak (Rakvere, 7 juli 1996) is een Estisch voetballer die als aanvaller voor FCI Levadia Tallinn speelt.

## Carrière
Frank Liivak is de zoon van Estisch basketballer Jaanus Liivak, die als speler voor Omniworld speelde en als trainer actief was bij Almere Pioneers. Frank speelde in de jeugd van Almere City FC, een korte periode bij Olümpia Tartu en tot 2015 bij SSC Napoli. In 2015 vertrok hij naar Fútbol Alcobendas Sport, uitkomend in de Tercera división, het vierde niveau van Spanje. In 2016 werd zijn contract ontbonden en begin 2017 sloot hij bij het Bosnische FK Sarajevo aan. Hier speelde hij in een jaar slechts vijf wedstrijden. In 2018 keerde hij terug naar Estland, om bij FC Flora Tallinn te spelen. Sinds 2021 speelt hij voor stadsgenoot FCI Levadia Tallinn.

### Statistieken
| Seizoen                     | Club                    | Land                  | Competitie       | Competitie | Competitie | Beker | Beker | Internationaal | Internationaal | Overig | Overig | Totaal | Totaal |
| Seizoen                     | Club                    | Land                  | Competitie       | Wed.       | Dlp.       | Wed.  | Dlp.  | Wed.           | Dlp.           | Wed.   | Dlp.   | Wed.   | Dlp.   |
| --------------------------- | ----------------------- | --------------------- | ---------------- | ---------- | ---------- | ----- | ----- | -------------- | -------------- | ------ | ------ | ------ | ------ |
| 2014/15                     | Fútbol Alcobendas Sport | Spanje                | Tercera división | 15         | 0          | –     | –     | –              | –              | 2      | 0      | 17     | 0      |
| 2015/16                     | Fútbol Alcobendas Sport | Spanje                | Tercera división | 30         | 5          | –     | –     | –              | –              | –      | –      | 30     | 5      |
| 2016/17                     | Fútbol Alcobendas Sport | Spanje                | Tercera división | 1          | 0          | –     | –     | –              | –              | 0      | 0      | 1      | 0      |
| 2016/17                     | FK Sarajevo             | Bosnië en Herzegovina | Premijer Liga    | 2          | 0          | 2     | 0     | –              | –              | –      | –      | 4      | 0      |
| 2017/18                     | FK Sarajevo             | Bosnië en Herzegovina | Premijer Liga    | 1          | 0          | 0     | 0     | 0              | 0              | –      | –      | 1      | 0      |
| 2018                        | FC Flora Tallinn        | Estland               | Meistriliiga     | 34         | 16         | 2     | 0     | 4              | 0              | 1      | 1      | 41     | 17     |
| 2019                        | FC Flora Tallinn        | Estland               | Meistriliiga     | 31         | 8          | 1     | 0     | 4              | 0              | –      | –      | 36     | 8      |
| 2020                        | FC Flora Tallinn        | Estland               | Meistriliiga     | 26         | 3          | 4     | 0     | 4              | 0              | 1      | 0      | 35     | 3      |
| 2021                        | FCI Levadia Tallinn     | Estland               | Meistriliiga     | 31         | 5          | 5     | 0     | 4              | 0              | –      | –      | 40     | 5      |
| 2022                        | FCI Levadia Tallinn     | Estland               | Meistriliiga     | 3          | 1          | 1     | 0     | –              | –              | 1      | 0      | 5      | 1      |
| Carrièretotaal              | Carrièretotaal          | Carrièretotaal        | Carrièretotaal   | 174        | 38         | 15    | 0     | 16             | 0              | 5      | 1      | 210    | 39     |
| Bijgewerkt op 30 maart 2022 |                         |                       |                  |            |            |       |       |                |                |        |        |        |        |

### Interlandcarrière
Liivak werd voor het eerst geselecteerd voor het Estisch voetbalelftal in 2014, toen hij nog een jeugdspeler bij SSC Napoli was. Hij debuteerde voor Estland op 26 mei 2014, in de met 1-1 gelijkgespeelde thuiswedstrijd tegen Gibraltar. Hij scoorde zijn eerste doelpunt voor Estland op 1 juni 2016, in de met 2-0 gewonnen oefenwedstrijd tegen Andorra.
| Interlands van Frank Liivak voor Estland | Interlands van Frank Liivak voor Estland | Interlands van Frank Liivak voor Estland | Interlands van Frank Liivak voor Estland | Interlands van Frank Liivak voor Estland | Interlands van Frank Liivak voor Estland | Interlands van Frank Liivak voor Estland |
| №                                        | Datum                                    | Wedstrijd                                | Uitslag                                  | Soort wedstrijd                          | Doelpunten                               |                                          |
| Als speler bij SSC Napoli                | Als speler bij SSC Napoli                | Als speler bij SSC Napoli                | Als speler bij SSC Napoli                | Als speler bij SSC Napoli                | Als speler bij SSC Napoli                | Als speler bij SSC Napoli                |
| ---------------------------------------- | ---------------------------------------- | ---------------------------------------- | ---------------------------------------- | ---------------------------------------- | ---------------------------------------- | ---------------------------------------- |
| 1.                                       | 26 mei 2014                              | Estland – Gibraltar                      | 1 – 1                                    | Vriendschappelijk                        | 0                                        |                                          |
| 2.                                       | 18 november 2014                         | Estland – Jordanië                       | 1 − 0                                    | Vriendschappelijk                        | 0                                        |                                          |
| 3.                                       | 27 december 2014                         | Qatar – Estland                          | 3 − 0                                    | Vriendschappelijk                        | 0                                        |                                          |
| Als speler bij Fútbol Alcobendas Sport   |                                          |                                          |                                          |                                          |                                          |                                          |
| 4.                                       | 29 mei 2016                              | Litouwen – Estland                       | 2 − 0                                    | Baltische Beker 2016                     | 0                                        |                                          |
| 5.                                       | 1 juni 2016                              | Estland – Andorra                        | 2 − 0                                    | Vriendschappelijk                        | 1                                        |                                          |
| 6.                                       | 4 juni 2016                              | Estland – Letland                        | 0 − 0                                    | Baltische Beker 2016                     | 0                                        |                                          |
| Als speler bij FK Sarajevo               |                                          |                                          |                                          |                                          |                                          |                                          |
| 7.                                       | 23 november 2017                         | Vanuatu – Estland                        | 0 − 1                                    | Vriendschappelijk                        | 1                                        |                                          |
| 8.                                       | 26 november 2017                         | Nieuw-Caledonië – Estland                | 1 − 1                                    | Vriendschappelijk                        | 0                                        |                                          |
| Als speler bij FC Flora Tallinn          |                                          |                                          |                                          |                                          |                                          |                                          |
| 9.                                       | 9 juni 2018                              | Estland – Marokko                        | 1 − 3                                    | Vriendschappelijk                        | 0                                        |                                          |
| 10.                                      | 11 januari 2019                          | Finland – Estland                        | 2 − 1                                    | Vriendschappelijk                        | 0                                        |                                          |
| 11.                                      | 15 januari 2019                          | IJsland – Estland                        | 0 − 0                                    | Vriendschappelijk                        | 0                                        |                                          |
| 12.                                      | 26 maart 2019                            | Gibraltar – Estland                      | 0 − 1                                    | Vriendschappelijk                        | 0                                        |                                          |
| 13.                                      | 9 september 2019                         | Estland – Nederland                      | 0 − 4                                    | EK 2020 (kwalificatie)                   | 0                                        |                                          |
| 14.                                      | 10 oktober 2019                          | Wit-Rusland – Estland                    | 0 − 0                                    | EK 2020 (kwalificatie)                   | 0                                        |                                          |
| 15.                                      | 13 oktober 2019                          | Estland – Duitsland                      | 0 − 3                                    | EK 2020 (kwalificatie)                   | 0                                        |                                          |
| 16.                                      | 14 november 2019                         | Oekraïne – Estland                       | 1 − 0                                    | Vriendschappelijk                        | 0                                        |                                          |
| 17.                                      | 19 november 2019                         | Nederland – Estland                      | 5 − 0                                    | EK 2020 (kwalificatie)                   | 0                                        |                                          |
| 18.                                      | 5 september 2020                         | Estland – Georgië                        | 0 − 1                                    | UEFA Nations League 2020/21              | 0                                        |                                          |
| 19.                                      | 7 oktober 2020                           | Estland – Litouwen                       | 1 − 3                                    | Vriendschappelijk                        | 0                                        |                                          |
| 20.                                      | 11 oktober 2020                          | Estland – Noord-Macedonië                | 3 − 3                                    | UEFA Nations League 2020/21              | 1                                        |                                          |
| 21.                                      | 14 oktober 2020                          | Estland – Armenië                        | 1 − 1                                    | UEFA Nations League 2020/21              | 0                                        |                                          |
| 22.                                      | 11 november 2020                         | Italië – Estland                         | 4 − 0                                    | Vriendschappelijk                        | 0                                        |                                          |
| 23.                                      | 15 november 2020                         | Noord-Macedonië – Estland                | 2 − 1                                    | UEFA Nations League 2020/21              | 0                                        |                                          |
| 24.                                      | 18 november 2020                         | Georgië – Estland                        | 0 − 0                                    | UEFA Nations League 2020/21              | 0                                        |                                          |